# Azarja
Azarja (hebrejsky עֲזַרְיָה, v oficiálním přepisu do angličtiny Azarya, přepisováno též Azaria) je vesnice typu mošav v Izraeli, v Centrálním distriktu, v Oblastní radě Gezer.

## Geografie
Leží v nadmořské výšce 103 metrů na pomezí hustě osídlené a zemědělsky intenzivně využívané pobřežní nížiny a regionu Šefela. Severovýchodně od vesnice protéká Nachal Gezer a dál k severovýchodu paralelně s ním i Nachal Ajalon.
Obec se nachází 22 kilometrů od břehu Středozemního moře, cca 25 kilometrů jihovýchodně od centra Tel Avivu a cca 32 kilometrů severozápadně od historického jádra Jeruzalému. Azarja obývají Židé, přičemž osídlení v tomto regionu je etnicky převážně židovské. Pouze ve městech Lod a Ramla severovýchodně odtud žije cca dvacetiprocentní menšina izraelských Arabů.
Azarja je na dopravní síť napojena pomocí lokální silnice číslo 424. Západně od obce probíhá dálnice číslo 44 a dál k západu paralelně s ní i dálnice číslo 6, podél které zároveň vede železniční trať z Lodu do Beerševy. Severně od mošavu zase probíhá silnice dálničního typu číslo 431 dobudovaná počátkem 21. století.

## Dějiny
Azarja byla založena v roce 1949. K založení došlo 30. října 1949 na pozemcích opuštěné arabské vesnice al-Barija dobyté Izraelci během války za nezávislost v roce 1948. Ta se nacházela necelý 1 kilometr východně od nynějšího mošavu Azarja (zhruba v místech, kde nyní stojí vesnice Bejt Chašmonaj). Stávala v ní mešita. Roku 1931 měla al-Barija 388 obyvatel a 86 domů. V červenci 1948 byla tato oblast ovládnuta židovskými silami a arabské osídlení zde skončilo. Zástavba vesnice pak byla zbořena s výjimkou jednoho kamennéhodomu.
První osadníky v mošavu Azarja tvořilo 28 rodin z Jeruzaléma, které sem přišly v rámci hnutí me-ha-Ir le-kfar (מהעיר לכפר) - „Z města na vesnici“. Mnozí z nich předtím do mandátní Palestiny z Iráku, Íránu, Sýrie a Turecka. Pro usídlení si vybírali ze čtyř navrhovaných lokalit. Zpočátku pobývali v prostoru nové osady jen muži, kteří připravovali opuštěnou arabskou vesnici pro trvalé obývání, zatímco ženy a děti zůstaly v Jeruzalému. V 50. letech 20. století do mošavu dorazili i noví židovští imigranti z Iráku nebo Libye.
Jméno osady podle jednoho výkladu odkazuje na biblickou postavu Azarjáše z Druhé knihy královské 14,21 Podle jiného výkladu jméno vymyslel pozdější izraelský prezident Jicchak Ben Cvi a má jít o akronym (עולי זאכו ראו ישועת ה') - Olej Zacho ra'u ješu'at ha-Šem, v překladu „Navrátilci ze Zacho [obec v Kurdistánu] spatřili spásu Boha“.
Zpočátku byla místní ekonomika založena převážně na zemědělství, ale v současnosti se zemědělstvím zabývá jen menšina obyvatel. Většina lidí pracuje mimo obec. V mošavu fungují mateřské školy, centrum mládeže, sportovní areály a obchod.

## Demografie
Podle údajů z roku 2014 tvořili naprostou většinu obyvatel v Azarja Židé (včetně statistické kategorie "ostatní", která zahrnuje nearabské obyvatele židovského původu ale bez formální příslušnosti k židovskému náboženství).
Jde o menší obec vesnického typu s dlouhodobě rostoucí populací. K 31. prosinci 2014 zde žilo 1141 lidí. Během roku 2014 populace stoupla o 2,8 %.
| Rok            | 1961 | 1972 | 1983 | 1995 | 2001 | 2003 | 2004 | 2005 | 2006 | 2007 | 2008 | 2009 | 2010 | 2011 | 2012 | 2013 | 2014 |
| -------------- | ---- | ---- | ---- | ---- | ---- | ---- | ---- | ---- | ---- | ---- | ---- | ---- | ---- | ---- | ---- | ---- | ---- |
| Počet obyvatel | 417  | 468  | 449  | 566  | 731  | 740  | 753  | 761  | 815  | 848  | 885  | 934  | 968  | 1022 | 1092 | 1110 | 1141 |